# Gregor Wilhelm von Kirchner

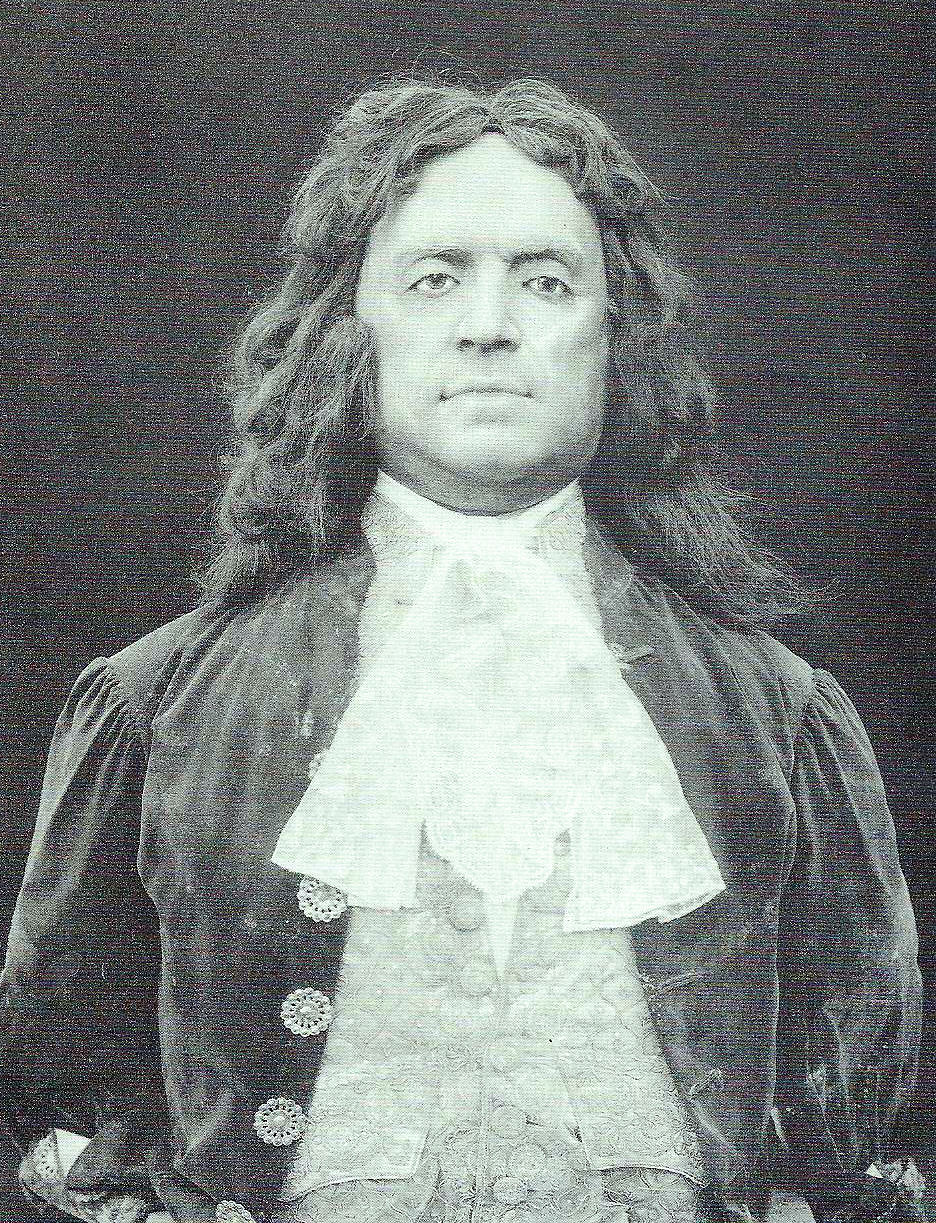
Gregor Wilhelm von Kichner (1671–1735), Wachsbossierung aus der Sakristei von St. Johannes Nepomuk in Breitenfurt

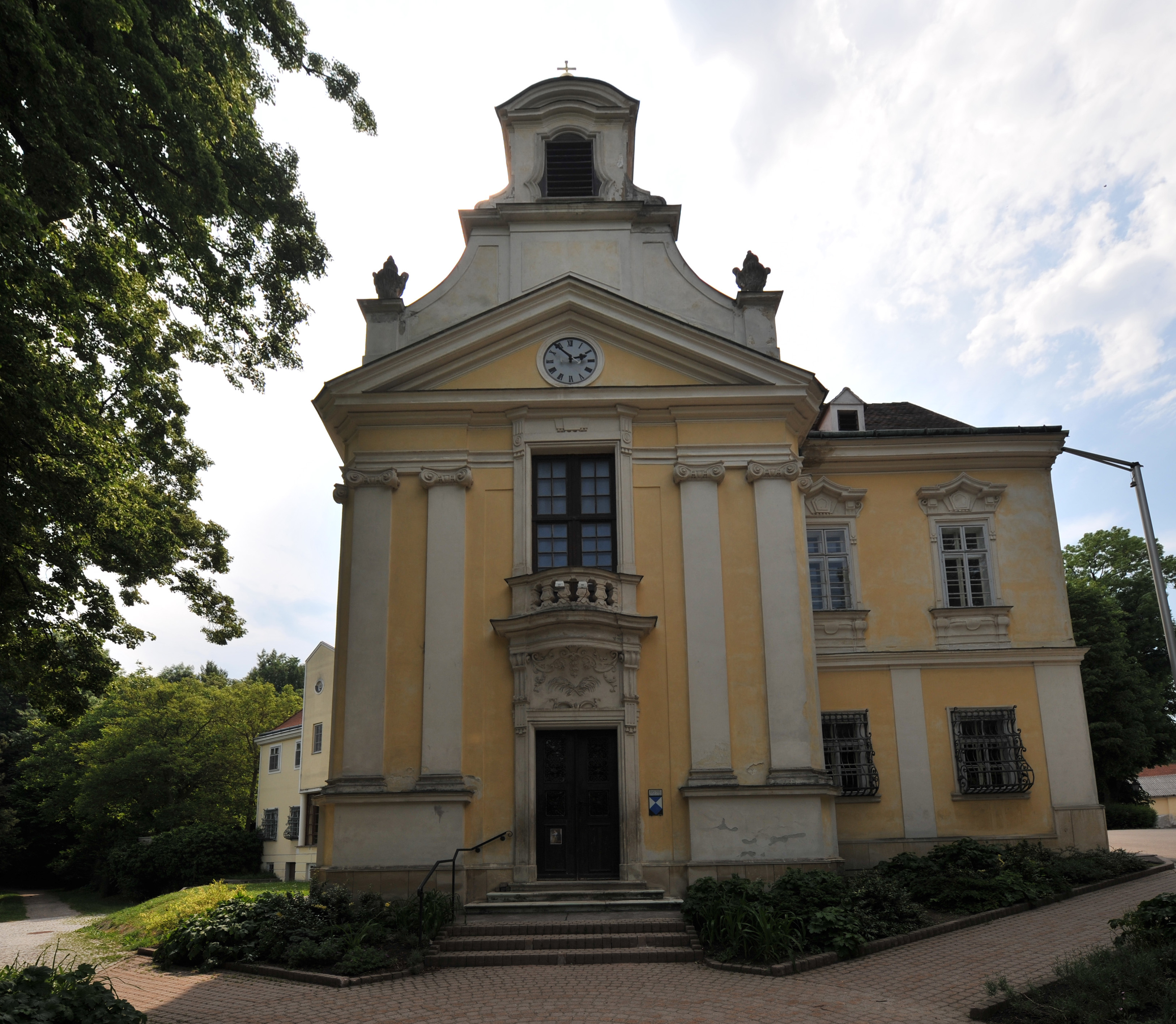
Ehemalige Schlosskapelle und heutige Pfarrkirche Breitenfurt bei Wien-St. Johann Nepomuk

Gregor Wilhelm von Kirchner (* 1671; bestattet 21. März 1735 in Breitenfurt bei Wien) war ein österreichischer Hofbeamter, Kunstmäzen und Erbauer des abgerissenen Schlosses Breitenfurt bei Wien.

## Leben
Gregor Wilhelm von Kirchners Abstammung ist ungeklärt. Am Hofe des Kaisers durchlief er eine steile Karriere und hatte die Ämter eines Ministerial-Blanko-Deputationsbuchhalters, Bergrates und Oberaufsehers über den Waldbesitz des Kaisers inne. Hierdurch erlangte Kirchner ein großes Vermögen. 1703 heiratete er Anna Christina von Rosenberger, die Witwe des Breitenfurter Gutsbesitzers Christoph von Rosenberger. Auf seinem vom Kaiser geschenkten Ländereien in Breitenfurt ließ Gregor Wilhelm von Kirchner zwischen 1714 und 1732 das Breitenfurter Schloss errichten. Der in der Längsachse 222 Meter messende Bau wurde in einer dem Buchstaben W ähnelnden Form als zweiflügelige im Haupttrakt doppelgeschoßige Anlage erbaut.
Gregor Wilhelm von Kirchner verpflichtete bekannte Künstler zur Ausstattung des vom Hofarchitekten Anton Erhard Martinelli entworfenen Schlosses. Der Bildhauer Georg Raphael Donner schuf 1734 für den Festsaal die heute im Wiener Belvedere aufgestellte Apotheose Kaiser Karls VI., eines seiner Hauptwerke, sowie eine Reihe weiterer Skulpturen für den Park und die Schlosskapelle. Daniel Gran und Bartholomäus Altomonte übernahmen die Ausmalung, Giovanni Giuliani fertigte die Stuckaturen und Johann Hencke baute die Orgel der Kapelle.
Am 21. März 1735 wurde Gregor Wilhelm von Kirchner in seiner Schlosskapelle in Wien Breitenfurt b. Wien (Pfarre Laab im Walde) bestattet. Das noch ohne Nordflügel errichtete Schloss vermachte er dem Kaiser zur Verwendung als Armenspital und Versorgungshaus. Von Kichner wurde in der Krypta der Schlosskapelle bestattet. In der Sakristei wird die lebensgroße Wachsfigur von Kirchners aufbewahrt, die von Albert Ilg Georg Raphael Donner zugeschrieben wurde. Infolge der hohen Defizite bei der Unterhaltung wurde das Armenspital 1786 auf Weisung Joseph II. 1786 aufgehoben und ab 1796 demontiert. Die Schlosskapelle wird als katholische Pfarrkirche St. Johannes Nepomuk genutzt.

## Würdigung
In Breitenfurt wurde eine Straße als Gregor Kirchner-Straße benannt. Unweit davon befindet sich auch die Schlossallee, die an das von ihm erbaute Schloss Breitenfurt erinnern soll.

## Quelle
Erzdiözese Wien; Laab im Walde; Tauf-, Trauungs- und Sterbebuch 1694–1778; Sterbebuch pag. 31. () 